# پل ژنوه
پل ژنوه (فرانسوی: Paul Genevay‎؛ زادهٔ ۲۱ ژانویهٔ ۱۹۳۹ – ۱۱ مارس ۲۰۲۲) دونده سرعت اهل فرانسه بود.
وی در مسابقات کشوری و بین‌المللی در مجموع برندهٔ ۲ مدال طلا، ۱ مدال نقره، ۱ مدال برنز شده بود.